# Mounir Soufiani
Mounir Soufiani (Bourges, 29 augustus 1981) is een Frans-Marokkaanse voetballer. Hij speelt voor FC Libourne-Saint-Seurin. Soufiani is een linkermiddenvelder die eerder onder contract stond bij RAEC Mons. Voor de terugronde van het seizoen 2006-2007 werd hij door de club uitgeleend aan Antwerp FC. 
Soufiani begon op achtjarige leeftijd te voetballen bij FC Bourges, In 2001 vertrok hij naar Stade Lavallois. 

## Carrière
- 1998-2001: FC Bourges
- 2001-2003: Stade Lavallois
- 2003-2004: FC Sankt-Gallen
- 2004-2005: Neuchâtel Xamax FC
- 2005-2006: FC Schaffhausen
- 2006-2007: RAEC Mons
  - 2007: → Royal Antwerp FC
- 2007-2008: Zonder club
- 2008-2011: FC Libourne-Saint-Seurin
- 2011-2012: AS Béziers
- 2012-2013: Bergerac Périgord FC
- 2013-...: FC Libourne-Saint-Seurin